# Gordon Johncock
Gordon Johncock, född 5 augusti 1937 i Hastings i Michigan, är en amerikansk före detta racerförare.

## Racingkarriär
Johncock vann sitt första race i USAC Indycar 1965 och var därefter en framgångsrik förare i serien, som han vann 1976. År 1973 vann Johncock också Indy 500, vilket han upprepade år 1982. I CART-serien, som startades 1979 var Johncock under dess tidiga år en av toppförarna, även om han inte vann titeln. Han vann till exempel seriens allra första race på Phoenix. Han tog totalt fem segrar i serien, innan han avslutade sin karriär efter säsongen 1984. Han gjorde dock några inhopp i Indy 500, med en sjätteplats som bäst 1991.